# Elena di Troia (Rossetti)
Elena di Troia è un dipinto a olio su tavola di 31,1 x 26,6 cm di Dante Gabriel Rossetti del 1863 conservato alla Kunsthalle di Amburgo.
Il quadro è stato protagonista della cessazione dei rapporti tra Rossetti e altri artisti dell'orbita preraffaellita.

## Storia
Elena di Troia è uno dei tanti ritratti femminili che Rossetti realizzò a partire dagli anni sessanta dell'Ottocento, in cui giovani modelle, spesso muse e amanti degli artisti preraffaelliti, venivano rappresentate come eroine di grandi opere letterarie o mitologiche, in una maniera che si ispirava alla pittura veneta e in particolare alle donne di Tiziano.
La modella è Annie Miller, modella, musa e promessa sposa di William Holman Hunt, che l'aveva già rappresentata in diverse opere tra cui Il risveglio della coscienza del 1854, un quadro in cui viene rappresentata una donna caduta ma ancora con un intento morale e didattico. Nei ritratti di Rossetti degli anni sessanta viene meno questo intento, a favore di un ritratto sensuale ed estetico, scegliendo di rappresentare le figure femminili per un puro piacere estetico che abbia come unico scopo la gratificazione dello sguardo. Questa svolta fu uno dei punti di rottura tra Rossetti e Hunt, oltre al sospetto di tradimento di Annie, con la quale ruppe il fidanzamento nel 1859.
Il ritratto di Elena di Troia fu la causa anche della cessazione del rapporto di amicizia con Frederick Sandys, che faceva parte, come Rossetti, di un circolo di artisti che si riuniva presso Cheyne Walk: in una lettera, Rossetti accusava Sandys di aver plagiato alcuni suoi quadri, inclusa una "Elena".
Il quadro fu venduto a William Blackmore e fu temporaneamente esposto al Blackmore Museum di Salisbury. L'opera è poi arrivata nel novembre 1895 alla Kunsthalle di Amburgo, dove è esposta.

## Descrizione
Il quadro rappresenta la Elena di Troia descritta da Eschilo nell'Agammenone, ovvero come la sola e unica causa della distruzione della città di Troia: sul retro della tavola Rossetti infatti riportò una citazione dal greco: "Helen of Troy, ἑλέναυς, ἑλανδρος, ἑλέπτολις", cioè "Elena di Troia, distruttrice di navi, distruttrice di uomini, distruttrice di città". La scelta iconografica è legata anche al fatto che Rossetti percepiva il conflitto nato tra lui stesso e Hunt come causa della distruzione definitiva della Confraternita Preraffaellita.
La città di Troia in fiamme si riesce appena d intravedere alle spalle di Elena, che occupa quasi interamente lo spazio della tavola in un tripudio di oro nei capelli e nella veste. L'opera mostra molte caratteristiche comuni alle "donne fatali" di Rossetti. Anzitutto, i lunghi riccioli dorati ricadono sciolti sulle spalle, un elemento che in epoca vittoriana richiama la ricchezza e la sensualità della donna, ma che nella poesia di Rossetti possono diventare anche una trappola di distruzione per l'amante..
Sul volto pallido risaltano le labbra incurvate in un accenno di sorriso, marcate, rosse, che richiamano le fiamme che bruciano la città di Troia e il medaglione che porta al collo, su cui è rappresentata una torcia fiammeggiante, che la stessa Elena indica.
Attorno al collo, robusto e statuario, porta molte altre collane e la veste dorata è riccamente ricamata, come si addice ad una principessa.